# ルノー・5 (電気自動車)
ルノー・5(Renault 5,R5)は、フランスの自動車メーカー、ルノーが2024年から販売する予定のBセグメントクラスに属する5ドアハッチバック型の二次電池式電気自動車（BEV）である。フランス語では「5」を「サンク」(仏: cinq)と読む。

## 概要
2021年1月14日、グループ・ルノーは今後5年間の戦略的事業計画「ルノーリューション」を発表した。2025年までに電気自動車（EV）7台を含む14台の新車種を市場に投入する方針を示し、その一環として小型ハッチバックEVのコンセプトカー「5プロトタイプ」を同日に公開した。1972年に発売された同名の小型ハッチバック車（以下『オリジナル5』と表記）をオマージュしたモデルである。

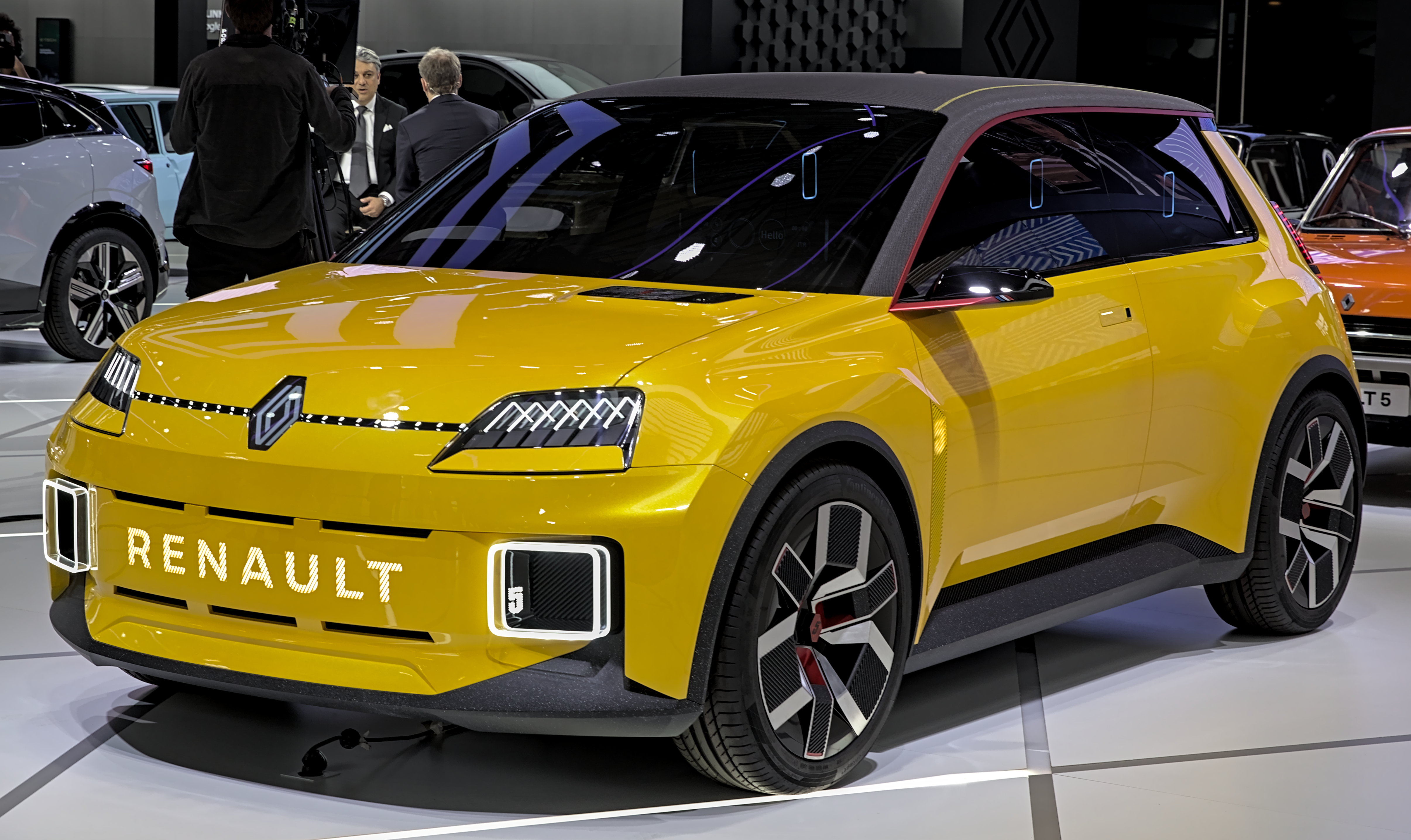
プロトタイプ フロント
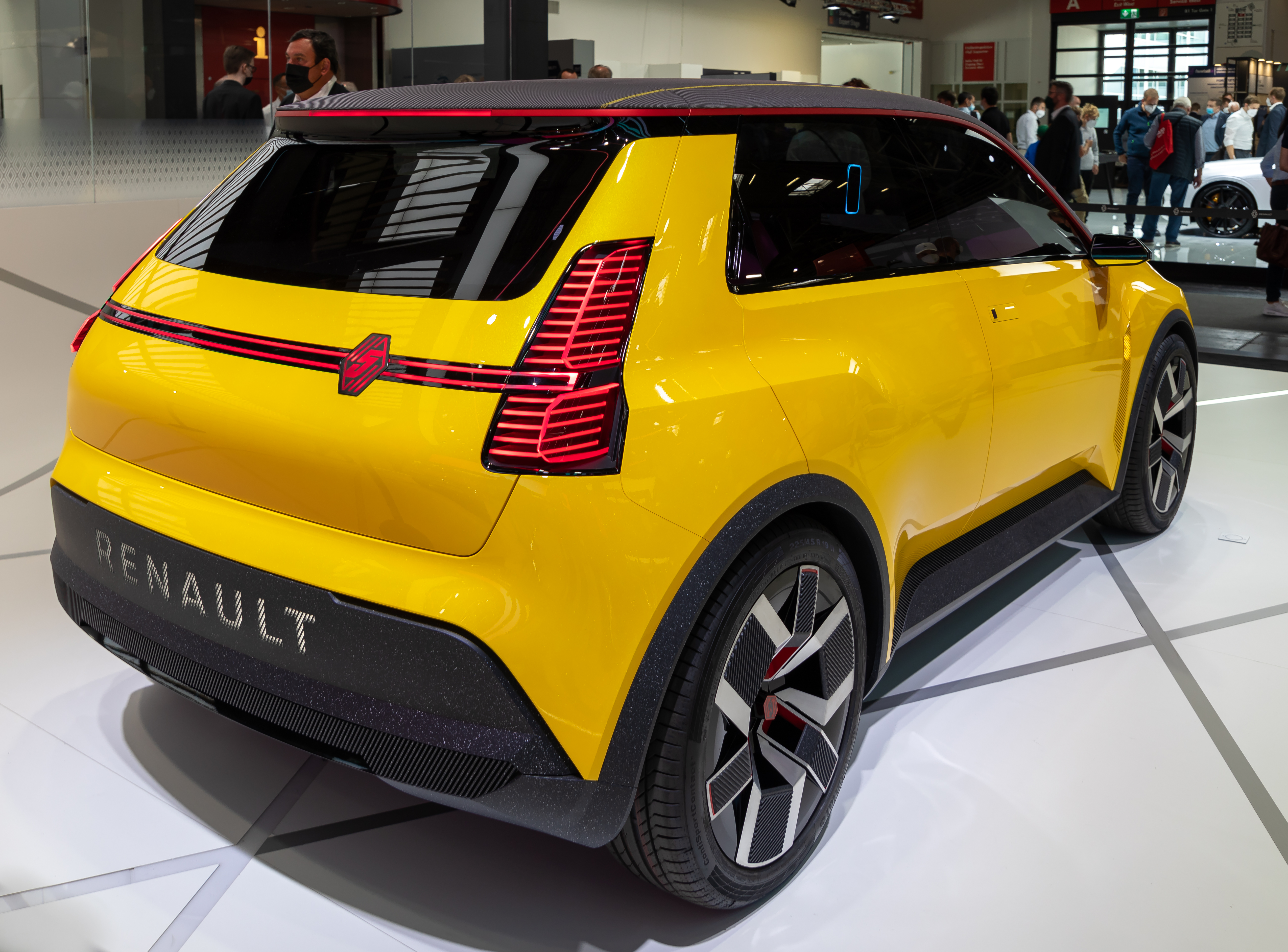
プロトタイプ リア
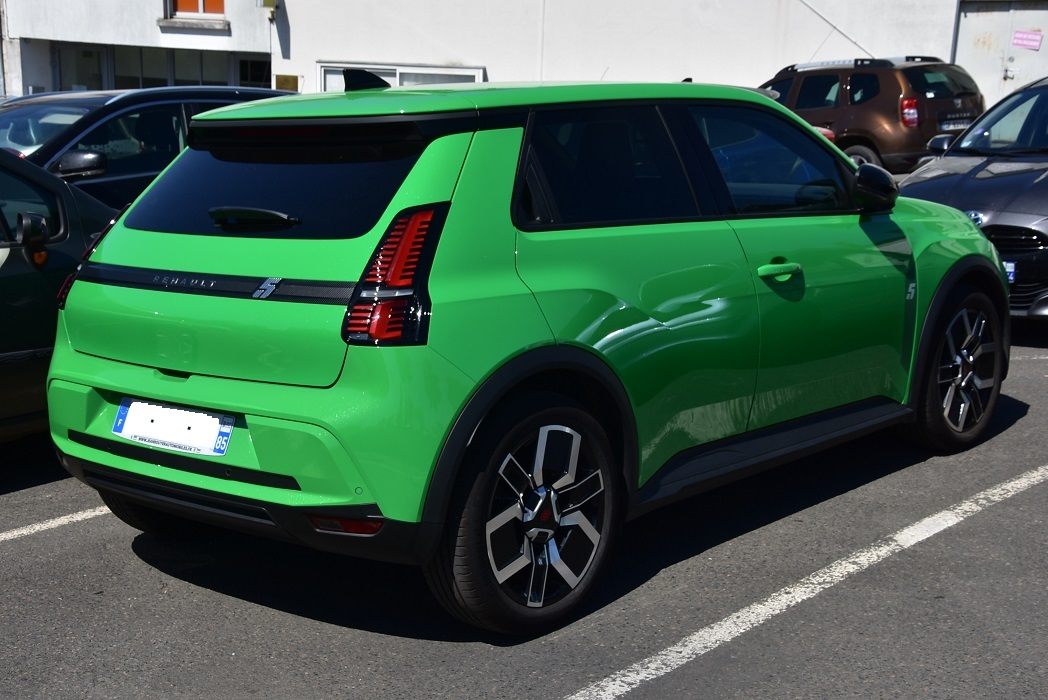
駐車場にある標準車両の後方からの眺め

## デザイン
エクステリアデザインは、ルノーのデザインディレクターを務めるジル・ヴィダルが率いるチームが担当した。スラントした前後のデザインや縦長のテールライトなど、オリジナルの5をイメージさせるスタイリングをベースに、現代的な電子機器や家具、スポーツの分野に着想を得てデザインされている。

## メカニズム
ルノー・日産・三菱アライアンスが新規開発したBセグメントEV用プラットフォーム「CMF-B EV」を初めて採用している。ルノーで最も生産量の多い「CMF-B」プラットフォーム（5代目クリオやキャプチャーで採用）と7割のパーツを共通化することで、ゾエと比較して製造コストを30％低減させたという。
搭載される電気モーターは、ゾエやメガーヌ E-TECH エレクトリックに搭載された巻線界磁形同期電動機（EESM）をベースに開発されている。
バッテリーパックは、ゾエに搭載されていた12個の小型モジュールから4個の大型モジュールに変更され、ゾエと比較して15kgの軽量化を実現した。
パワートレインでは、バッテリーの400Vを12Vに変換するDC/DCコンバーター、バッテリー充電器、配電を管理するアクセサリーボックスの3つの主要コンポーネントを集約した内部アーキテクチャが導入される。これによってパワートレインの小型軽量化を図り、ゾエと比較して約20kgの軽量化を実現した。

## 販売
2023年9月のドイツ国際モーターショーにて、2024年の市販予定である旨がアナウンスされている。

## バリエーション

### アルピーヌ・A290
ルノーのモータースポーツ部門であるアルピーヌは2023年5月9日、「ドリームガレージ」と称する次世代EV群の第1弾として、5をベースとした電動ホットハッチのコンセプトカー「A290_β」（ベータ）を発表した。
ボディサイズは全長4,050 mm、全幅1,850 mm、全高1,480 mmで、フロントに2基の電気モーターを搭載する。タイヤはミシュランと共同開発した19インチの専用品が装着されている。インテリアは中央に運転席を設けた3シーターレイアウトで、カーボン製のバケットシートとサベルト製のハーネスが搭載されている。
市販モデルのA290は、2024年に欧州と日本で発売される予定である。

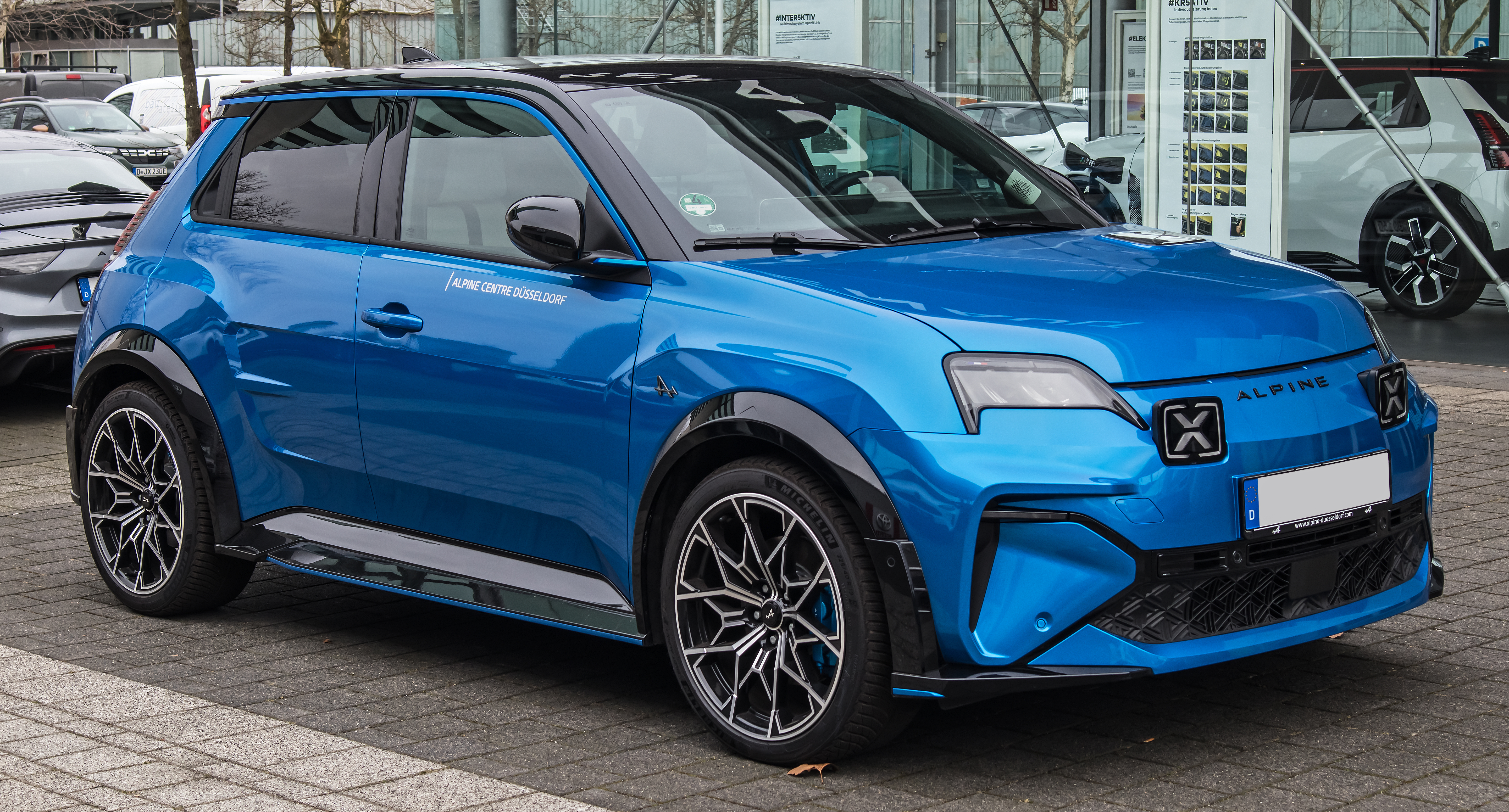
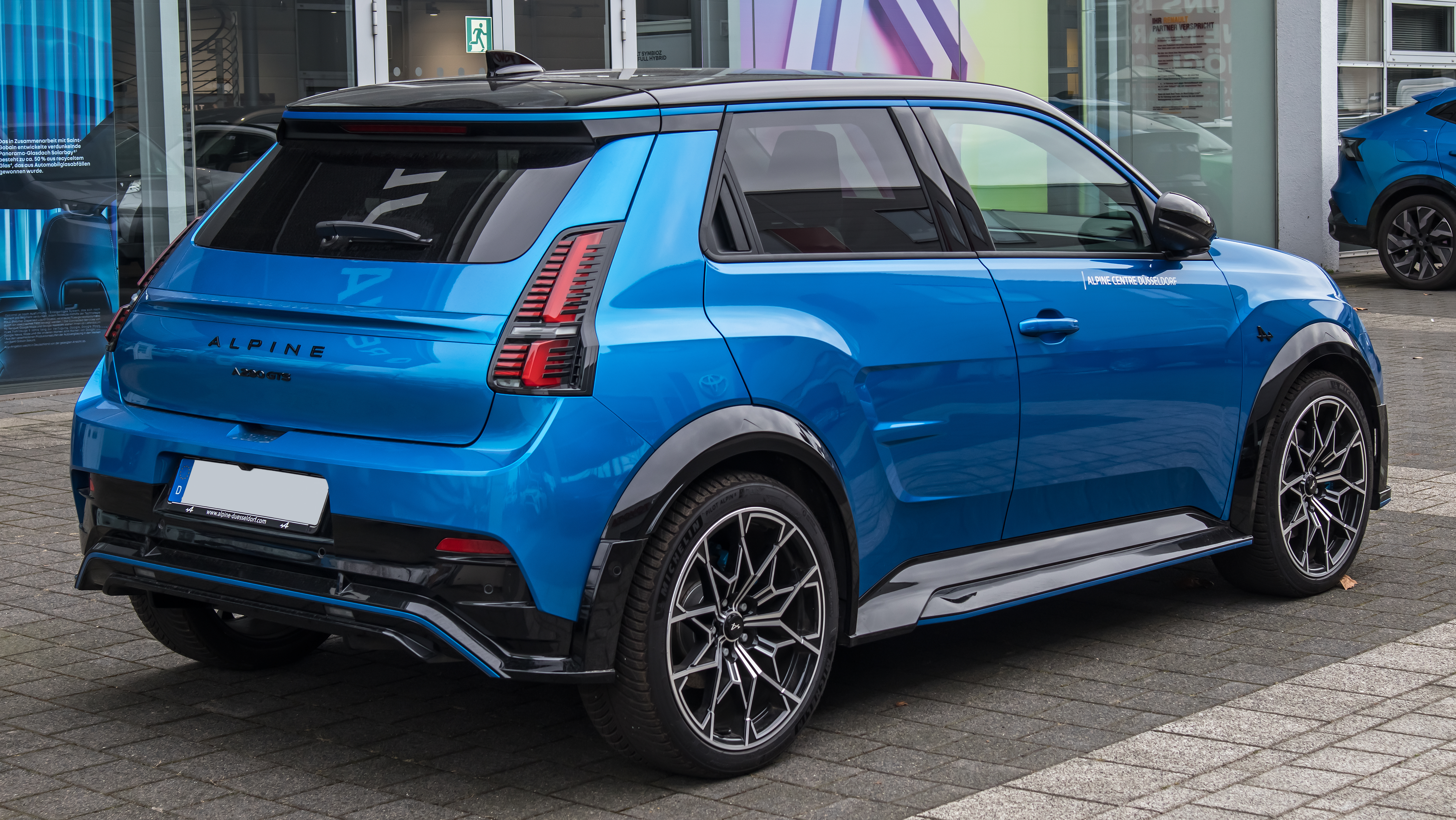
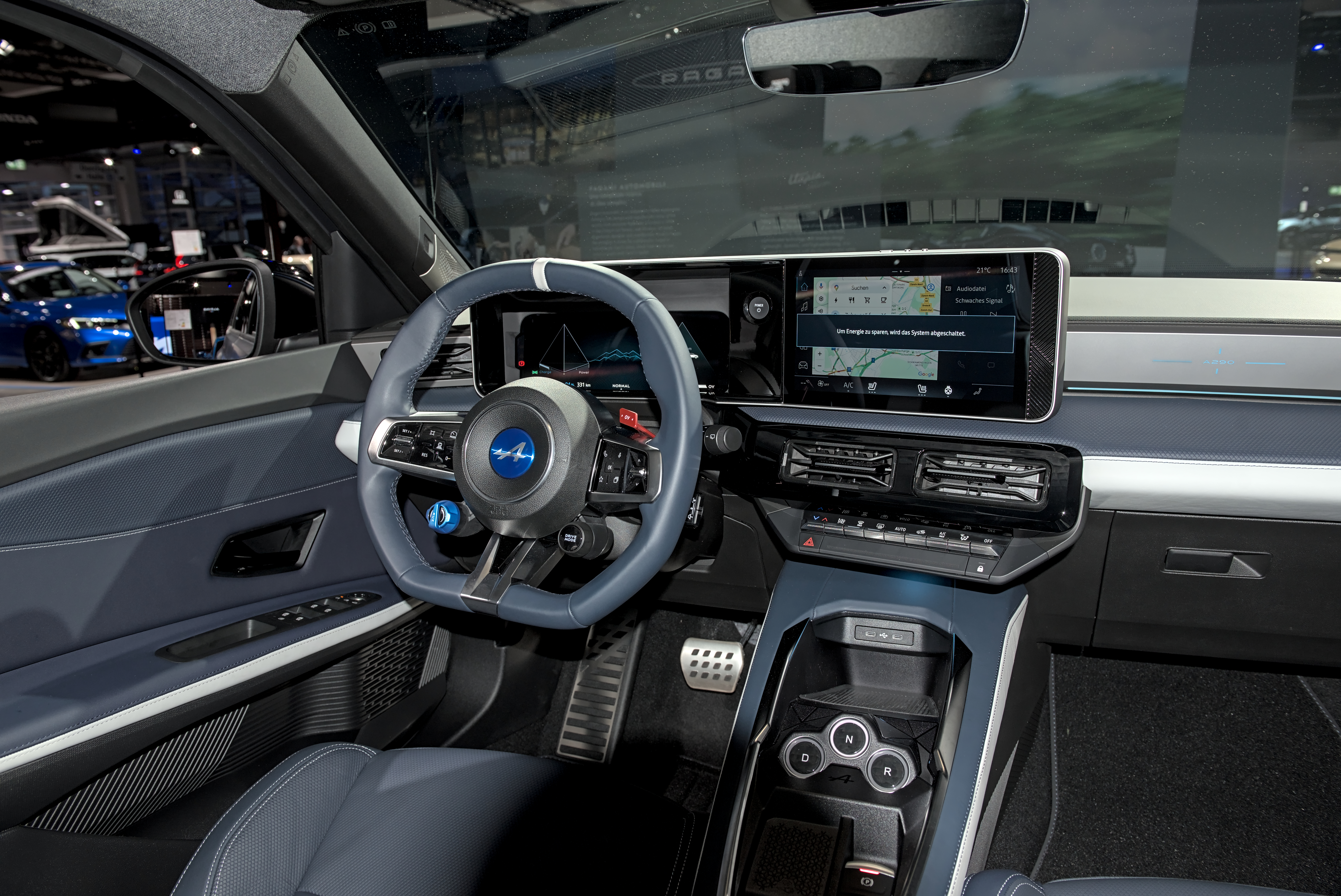

## 関連モデル
オリジナル5の誕生から50周年となる2022年、複数のEVコンセプトカーが発表された。

### R5ディアマン
2022年7月4日発表。フランス人デザイナーのピエール・ゴナロンとの協業によるモデルで、「ディアマン」(Diamant)はフランス語でダイヤモンドを意味する。
エクステリアではオリジナル5のボディラインを踏襲し、シンプルさを追求した。前後のライトには宝石を思わせる仕上げが施されている。ボディカラーは3層塗装で、ピンクをベースにゴールドの顔料、つや消しのニスが塗布されている。
インテリアの素材として、金めっきされた真鍮やステンレスが使用されている。独特な形状のステアリング・ホイールはカーボンおよび大理石製。

### R5ターボ3E
2022年9月25日発表。世界ラリー選手権（WRC）のホモロゲーションモデルとして開発された「5ターボ」および「5ターボ2」をオマージュし、ドリフト走行を重視したサーキット仕様のモデルとなっている。車名の「3E」はターボ2からの続番となる「3」と、EVであることを示す「E」の組み合わせによる命名。
シャシはフラットフロアとパイプフレームの組み合わせで、国際自動車連盟（FIA）の公認を受けたロールケージが組み込まれている。リアに搭載された2基の電気モーターによって後輪を駆動し、システム最高出力280 kW（380 PS）、最大トルク700 Nmを発生する。0 - 100m加速は3.5秒（ドリフトモードでは3.9秒）で、最高速度は200km/h。バッテリー容量は42 kWh。
エクステリアはオリジナルの5ターボのデザインを踏襲しつつ、全幅はオリジナルモデル比で250 mmワイド化された。ボディパネルはすべてカーボン製で、大型のリアウィングも備わる。前後に設けられたピンク、ブルー、イエローのLEDストリップはドリフト走行中に点滅することで、1980年代から1990年代にかけてのビデオゲームの雰囲気を演出するという。

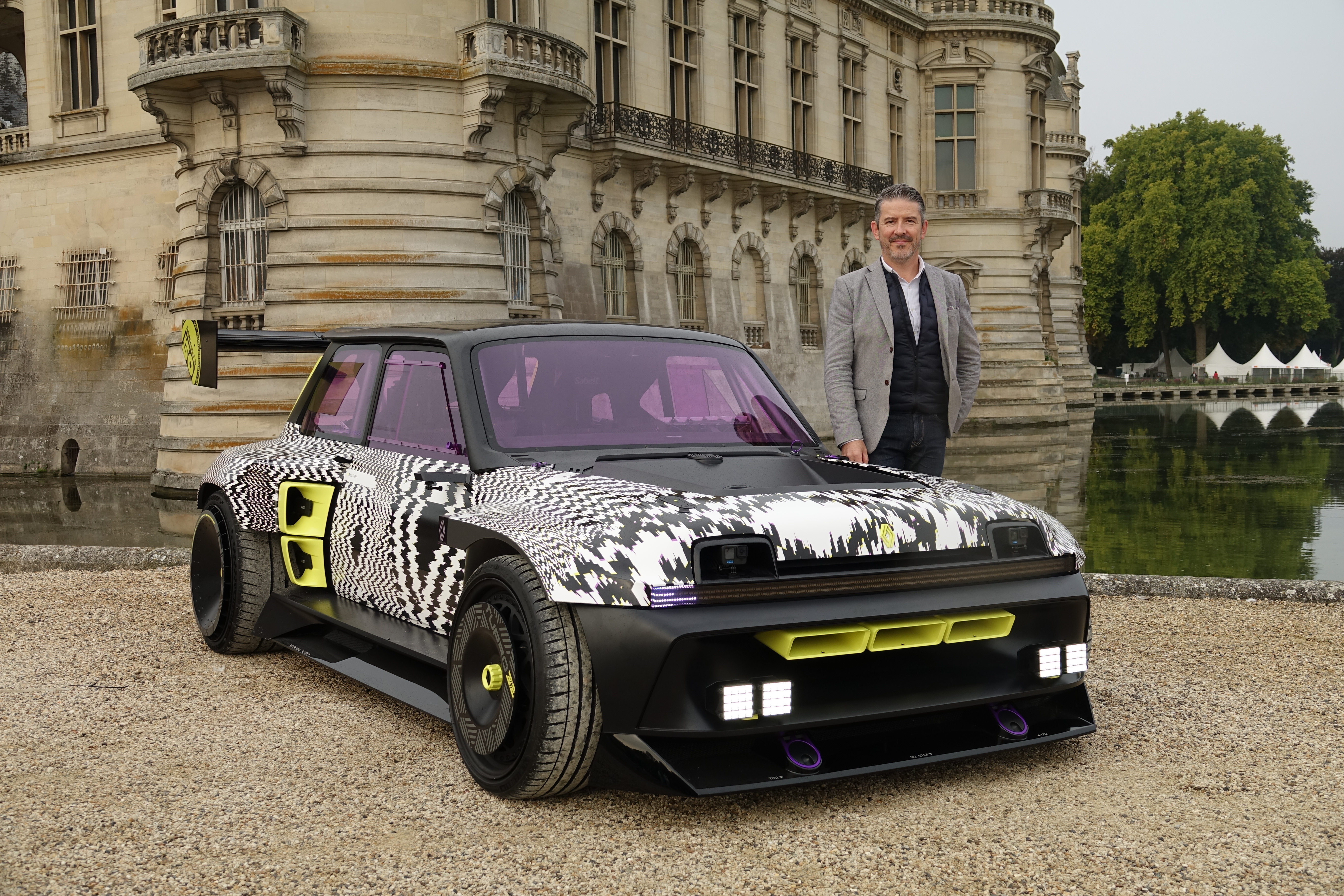
フロント
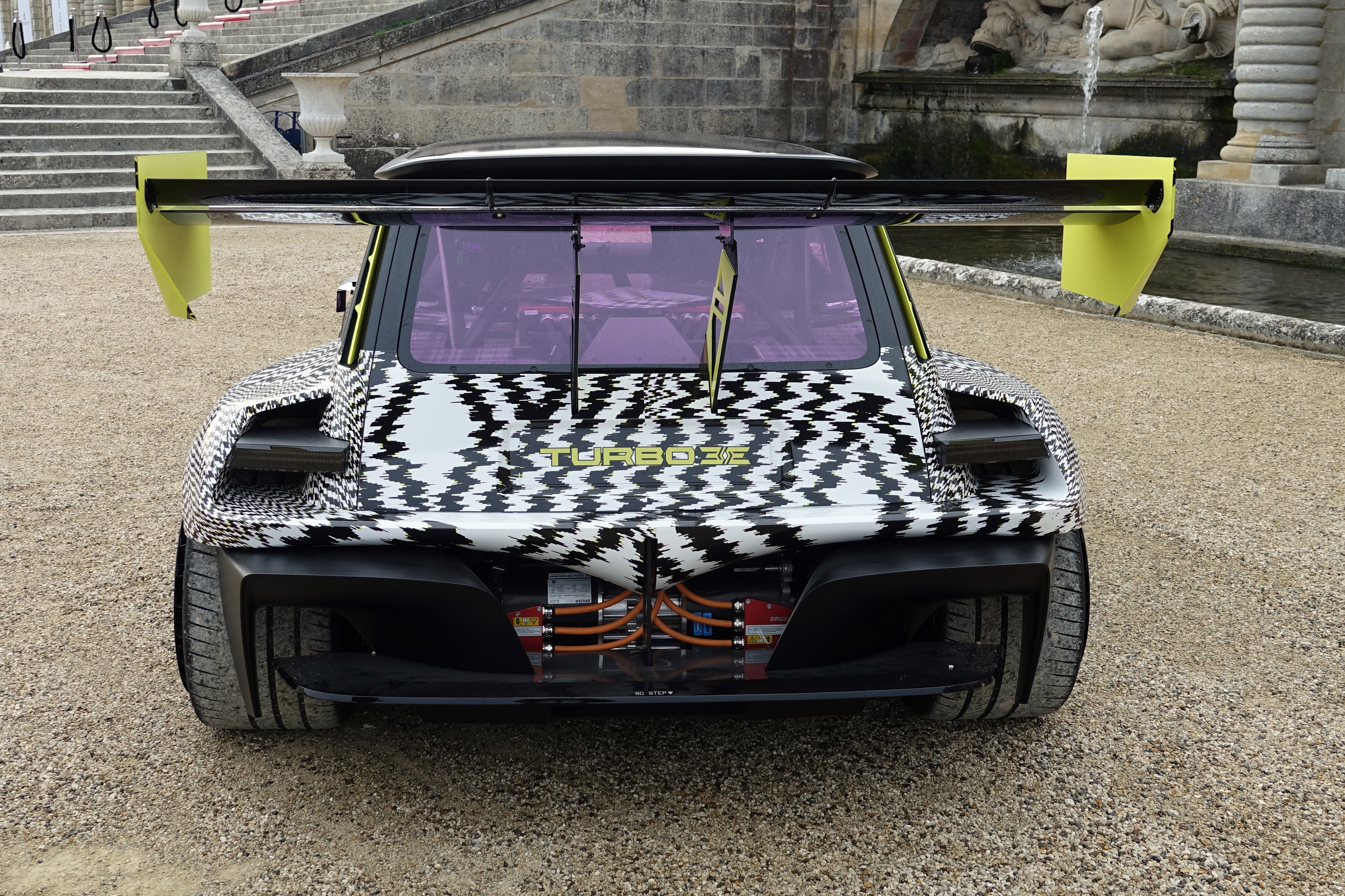
リアビュー
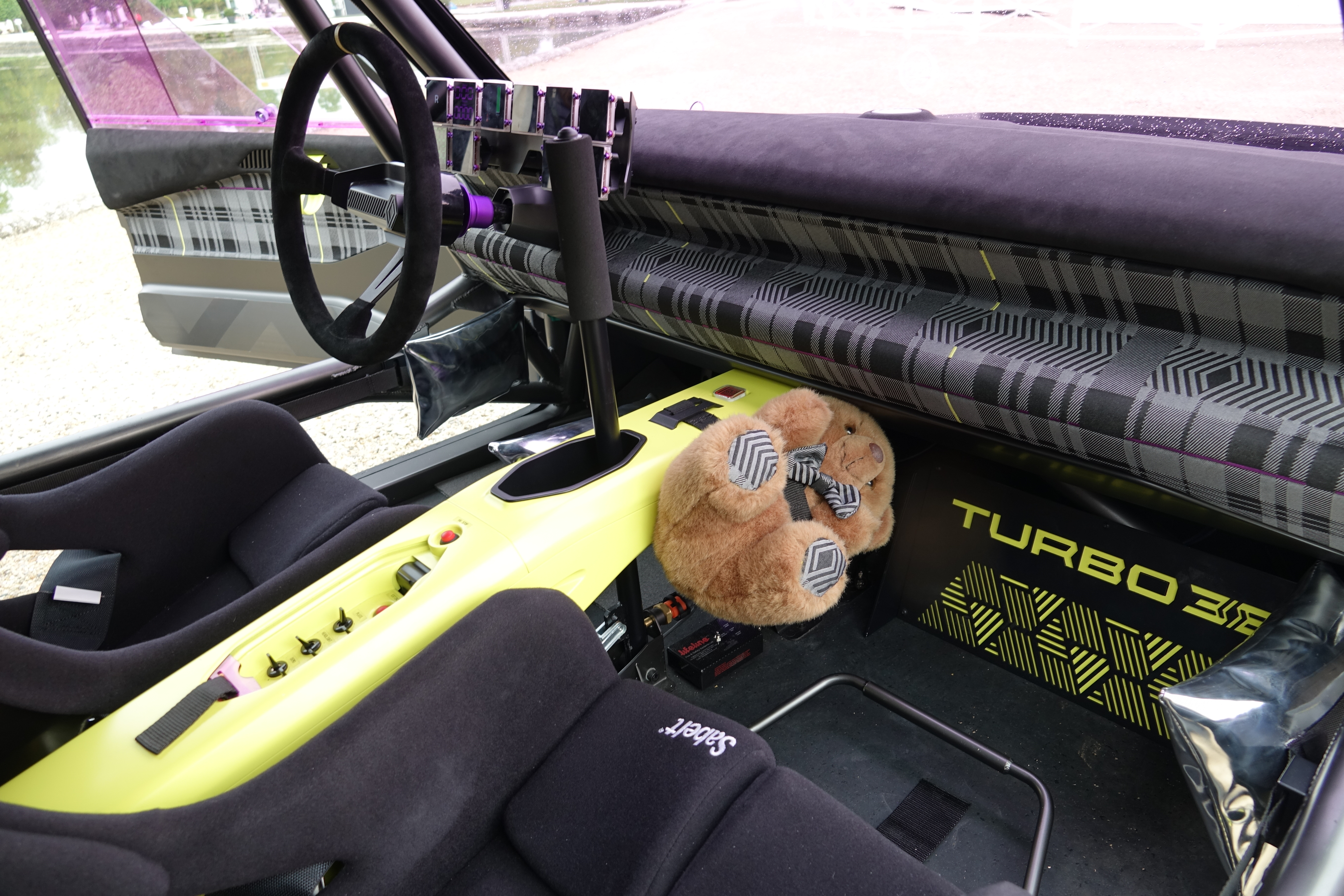
インテリア